# 牙齦乳頭
牙齦乳頭（英語：interdental papilla），也称为牙間乳頭，是牙龈的一部分，是游離齦在兩牙間隙處向上突出的部分，近遠中切面觀為三角形，唇舌向切面為駝峰形。臼齒的牙齦乳頭呈梯形。其中央略凹陷，稱為齦谷（gingival col）。牙间乳头填充牙齿接触区域顶端之间的区域，以防止食物嵌塞。 
缺失的牙齦乳頭通常呈现为相邻牙齿之间的小三角形间隙。牙医有时会将这个缝隙称为黑三角，有时可以通过矯齒治疗来纠正。牙间骨与相邻牙齿之间的邻面接触点的距離是牙齦乳頭是否存在的决定性因素。如果牙间骨与邻面接触点之间的距离大于 8 毫米，通常不会存在牙齦乳頭。如果距离为5毫米或更小，则几乎会存在牙齦乳頭。
在活躍的牙周病中，牙龈边缘和附着龈都会肿大，尤其是牙齦乳頭。这种肿大是由于炎症反应引起组织固有层水肿所致。